# Civil Nuclear Constabulary

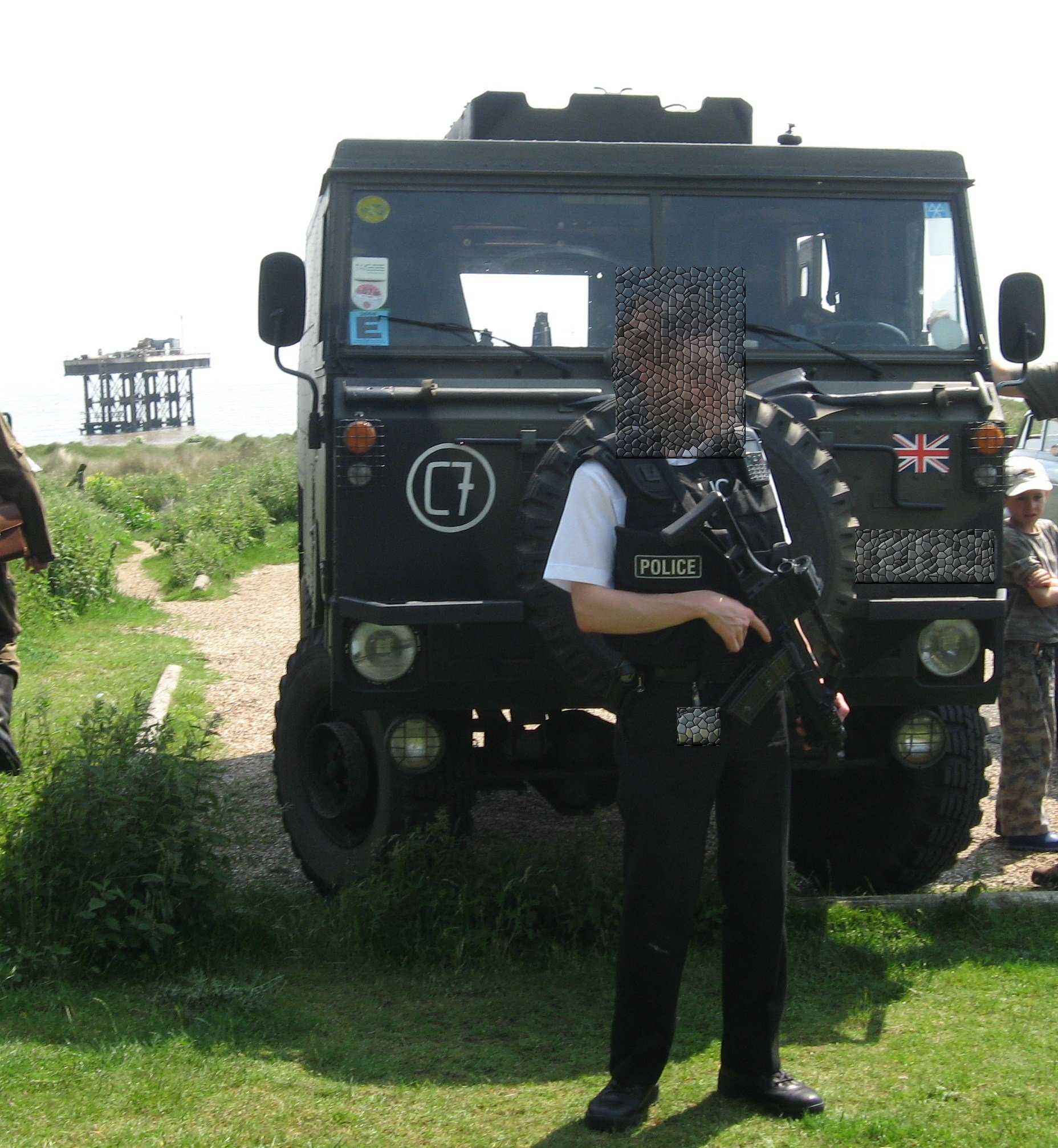
Utryckningspolis från den brittiska kärnkraftspolisen.

Civil Nuclear Constabulary, kärnkraftspolisen, är en nationell polismyndighet i Storbritannien med ansvar för att upprätthålla ordning och säkerhet vid och inom 5 km från alla civila kärnkraftsanläggningar och kärnkraftstransporter. Myndigheten skapades 2005 genom ombildning av en sedan 1955 existerande föregångare. Till skillnad från de regionala polismyndigheterna är kärnkraftspolisens personal beväpnad och patrullerar  regelbundet med automatkarbiner och automatpistoler.